# Cil·la
Cil·la (en grec antic Κίλλα), va ser, segons la mitologia grega, una princesa troiana, filla de Laomedont i de la nimfa Estrimo.
Casada amb Timetes, va tenir un fill, Munip, quan Hècuba estava embarassada de Paris. Èsac, l'endeví fill de Príam, havia interpretat un somni d'Hècuba, que es va veure parint unes serps en lloc d'un fill, i va interpretar-ho dient que un infant mascle que havia de néixer causaria la ruïna de Troia (es referia a Paris). Príam, interpretant malament la profecia, va fer matar la seva germana Cil·la i també Munip.
Una tradició considera Cil·la germana d'Hècuba, i llavors el pare del seu fill hauria estat el mateix Príam.